# Saturn-Award-Verleihung 2017
Die 43. Saturn-Award-Verleihung fand am 28. Juni 2017 im kalifornischen Burbank statt. Signifikante Änderung war die Einführung einer neuen Kategorie: Beste Animationsserie. Die Nominierungen wurden am 2. März 2017 live von den Schauspielern Clare Kramer, Greg Grunberg, Violett Beane und Janina Gavankar bekanntgegeben.
Im Filmbereich erhielt Rogue One: A Star Wars Story mit 11 Nominierungen die meisten Nennungen, gefolgt von BFG – Big Friendly Giant und Doctor Strange mit jeweils zehn sowie The First Avenger: Civil War mit acht. Im Fernsehbereich wurde The Walking Dead siebenmal nominiert, gefolgt von Westworld mit sechs und American Horror Story: Roanoke mit fünf Nominierungen.
Erfolgreichste Filmproduktionen wurden Rogue One: A Star Wars Story und 10 Cloverfield Lane mit jeweils drei Auszeichnungen. BFG – Big Friendly Giant, Doctor Strange und La La Land erhielten jeweils zwei Preise. Im Bereich Fernsehen konnte The Walking Dead in drei Kategorien gewinnen. Stranger Things, Supergirl und Westworld erhielten jeweils zwei Preise.

## Nominierungen und Gewinner

### Film
| Kategorie                    | Preisträger                                      | Film                                              | Nominierungen |
| ---------------------------- | ------------------------------------------------ | ------------------------------------------------- | --- |
| Bester Science-Fiction-Film  |                                                  | Rogue One: A Star Wars Story                      | Arrival Independence Day: Wiederkehr Midnight Special Passengers Star Trek Beyond |
| Bester Fantasyfilm           |                                                  | The Jungle Book                                   | BFG – Big Friendly Giant Elliot, der Drache Ghostbusters Die Insel der besonderen Kinder Phantastische Tierwesen und wo sie zu finden sind Sieben Minuten nach Mitternacht |
| Bester Horrorfilm            |                                                  | Don’t Breathe                                     | The Autopsy of Jane Doe Conjuring 2 Dibbuk – Eine Hochzeit in Polen Ouija: Ursprung des Bösen Train to Busan The Witch |
| Bester Action-/Adventurefilm |                                                  | Hidden Figures – Unerkannte Heldinnen             | Allied – Vertraute Fremde Die glorreichen Sieben Gold – Gier hat eine neue Farbe Hacksaw Ridge – Die Entscheidung Legend of Tarzan The Nice Guys |
| Bester Thriller              |                                                  | 10 Cloverfield Lane                               | The Accountant Girl on the Train Hell or High Water Jason Bourne The Shallows – Gefahr aus der Tiefe Split |
| Bester internationaler Film  |                                                  | Die Taschendiebin                                 | Einer nach dem anderen Elle The Mermaid Shin Godzilla Under the Shadow |
| Bester Independentfilm       |                                                  | La La Land                                        | Eye in the Sky Lion – Der lange Weg nach Hause The Ones Below – Das Böse unter uns Remember Wo die wilden Menschen jagen |
| Bester Animationsfilm        |                                                  | Findet Dorie                                      | Kingsglaive: Final Fantasy XV Sing Trolls Vaiana Zoomania |
| Beste Comicverfilmung        |                                                  | Doctor Strange                                    | Batman v Superman: Dawn of Justice Deadpool The First Avenger: Civil War Suicide Squad X-Men: Apocalypse |
| Beste Regie                  | Gareth Edwards                                   | Rogue One: A Star Wars Story                      | Scott Derrickson für Doctor Strange Jon Favreau für The Jungle Book Anthony Russo & Joe Russo für The First Avenger: Civil War Bryan Singer für X-Men: Apocalypse Steven Spielberg für BFG – Big Friendly Giant Denis Villeneuve für Arrival |
| Bestes Drehbuch              | Eric Heisserer                                   | Arrival                                           | Melissa Mathison für BFG – Big Friendly Giant (postum) Rhett Reese & Paul Wernick für Deadpool Taylor Sheridan für Hell or High Water Jon Spaihts, Scott Derrickson & C. Robert Cargill für Doctor Strange Chris Weitz & Tony Gilroy für Rogue One: A Star Wars Story                                                                           |
| Bester Schnitt               | Michael Kahn                                     | BFG – Big Friendly Giant                          | Jeffrey Ford & Matthew Schmidt für The First Avenger: Civil War John Gilroy, Colin Goudie & Jabez Olssen für Rogue One: A Star Wars Story Stefan Grube für 10 Cloverfield Lane Mark Livolsi für The Jungle Book Joe Walker für Arrival |
| Beste Spezialeffekte         | John Knoll Mohen Leo Hal T. Hickel Neil Corbould | Rogue One: A Star Wars Story                      | Tim Burke, Christian Manz & David Watkins für Phantastische Tierwesen und wo sie zu finden sind Stéphane Ceretti, Richard Bluff & Vincent Cirelli für Doctor Strange Robert Legato, Adam Valdez, Andrew R. Jones & Dan Lemmon für The Jungle Book Joe Letteri & Joel Whist für BFG – Big Friendly Giant Louis Morin & Ryal Cosgrove für Arrival |
| Beste Musik                  | Justin Hurwitz                                   | La La Land                                        | Michael Giacchino für Doctor Strange Michael Giacchino für Rogue One: A Star Wars Story James Newton Howard für Phantastische Tierwesen und wo sie zu finden sind Thomas Newman für Passengers John Williams für BFG – Big Friendly Giant |
| Beste Ausstattung            | Rick Carter Robert Stromberg                     | BFG – Big Friendly Giant                          | Doug Chiang & Neil Lamont für Rogue One: A Star Wars Story Stuart Craig für Phantastische Tierwesen und wo sie zu finden sind Guy Hendrix Dyas für Passengers Owen Paterson für The First Avenger: Civil War Charles Woods für Doctor Strange                                                                                                   |
| Bestes Kostüm                | Colleen Atwood                                   | Phantastische Tierwesen und wo sie zu finden sind | Colleen Atwood für Alice im Wunderland: Hinter den Spiegeln Alexandra Byrne für Doctor Strange David Crossman & Glyn Dillon für Rogue One: A Star Wars Story Sang-gyeong Jo für Die Taschendiebin Joanna Johnston für BFG – Big Friendly Giant                                                                                                  |
| Bestes Make-Up               | Monica Huppert Joel Harlow                       | Star Trek Beyond                                  | Allan Apone, Jo-Ann MacNeil & Marta Roggero für Suicide Squad Amy Byrne für Rogue One: A Star Wars Story Charles Carter, Rita Ciccozzi & Rosalina Da Silva für X-Men: Apocalypse Nick Knowles für Phantastische Tierwesen und wo sie zu finden sind Jeremy Woodhead für Doctor Strange                                                          |
| Bester Hauptdarsteller       | Ryan Reynolds                                    | Deadpool                                          | Benedict Cumberbatch für Doctor Strange Chris Evans für The First Avenger: Civil War Matthew McConaughey für Gold – Gier hat eine neue Farbe Chris Pine für Star Trek Beyond Chris Pratt für Passengers Mark Rylance für BFG – Big Friendly Giant                                                                                               |
| Beste Hauptdarstellerin      | Mary Elizabeth Winstead                          | 10 Cloverfield Lane                               | Amy Adams für Arrival Emily Blunt für Girl on the Train Taraji P. Henson für Hidden Figures – Unerkannte Heldinnen Felicity Jones für Rogue One: A Star Wars Story Jennifer Lawrence für Passengers Narges Rashidi für Under the Shadow |
| Bester Nebendarsteller       | John Goodman                                     | 10 Cloverfield Lane                               | Chadwick Boseman für The First Avenger: Civil War Dan Fogler für Phantastische Tierwesen und wo sie zu finden sind Diego Luna für Rogue One: A Star Wars Story Zachary Quinto für Star Trek Beyond Christopher Walken für The Jungle Book |
| Beste Nebendarstellerin      | Tilda Swinton                                    | Doctor Strange                                    | Betty Buckley für Split Bryce Dallas Howard für Gold – Gier hat eine neue Farbe Scarlett Johansson für The First Avenger: Civil War Kate McKinnon für Ghostbusters Margot Robbie für Suicide Squad |
| Bester Nachwuchsschauspieler | Tom Holland                                      | The First Avenger: Civil War                      | Ruby Barnhill für BFG – Big Friendly Giant Julian Dennison für Wo die wilden Menschen jagen Lewis MacDougall für Sieben Minuten nach Mitternacht Neel Sethi für The Jungle Book Anya Taylor-Joy für The Witch |

### Fernsehen
| Kategorie                       | Preisträger         | Serie                              | Nominierungen |
| ------------------------------- | ------------------- | ---------------------------------- | --- |
| Beste Science-Fiction-Serie     |                     | Westworld                          | The 100 Colony The Expanse Falling Water Incorporated Timeless |
| Beste Fantasyserie              |                     | Outlander                          | Beyond Game of Thrones The Good Place Lucifer The Magicians Preacher |
| Beste Horrorserie               |                     | The Walking Dead                   | American Horror Story: Roanoke Ash vs Evil Dead The Exorcist Fear the Walking Dead Teen Wolf Vampire Diaries |
| Beste Action-/Thrillerserie     |                     | Riverdale                          | Animal Kingdom Bates Motel Designated Survivor Mr. Robot The Quest – Die Serie Underground |
| Beste Superheldenserie          |                     | Supergirl                          | Arrow The Flash Gotham Legion Marvel’s Agents of S.H.I.E.L.D. |
| Beste New-Media-Fernsehserie    |                     | Marvel’s Luke Cage Stranger Things | Bosch The Man in the High Castle Marvel’s Daredevil Eine Reihe betrüblicher Ereignisse |
| Beste Animationsserie           |                     | Star Wars Rebels                   | BoJack Horseman Family Guy Der Kleine Prinz Die Simpsons Trolljäger |
| Beste Fernsehpräsentation       |                     | 11.22.63 – Der Anschlag            | Channel Zero Doctor Who: The Return of Doctor Mysterio Mars The Night Manager Rats |
| Bester TV-Hauptdarsteller       | Andrew Lincoln      | The Walking Dead                   | Bruce Campbell für Ash vs Evil Dead Mike Colter für Marvel’s Luke Cage Charlie Cox für Marvel’s Daredevil Grant Gustin für The Flash Sam Heughan für Outlander Freddie Highmore für Bates Motel                                   |
| Beste TV-Hauptdarstellerin      | Melissa Benoist     | Supergirl                          | Caitriona Balfe für Outlander Kim Dickens für Fear the Walking Dead Vera Farmiga für Bates Motel Lena Headey für Game of Thrones Sarah Paulson für American Horror Story: Roanoke Winona Ryder für Stranger Things                |
| Bester TV-Nebendarsteller       | Ed Harris           | Westworld                          | Linden Ashby für Teen Wolf Mehcad Brooks für Supergirl Kit Harington für Game of Thrones Lee Majors für Ash vs Evil Dead Norman Reedus für The Walking Dead Jeffrey Wright für Westworld                                          |
| Bester TV-Nebendarstellerin     | Candice Patton      | The Flash                          | Kathy Bates für American Horror Story: Roanoke Danai Gurira für The Walking Dead Melissa McBride für The Walking Dead Thandie Newton für Westworld Adina Porter für American Horror Story: Roanoke Evan Rachel Wood für Westworld |
| Bester TV-Gastdarsteller        | Jeffrey Dean Morgan | The Walking Dead                   | Ian Bohen für Teen Wolf Tyler Hoechlin für Supergirl Anthony Hopkins für Westworld Leslie Jordan für American Horror Story: Roanoke Dominique Pinon für Outlander                                                                 |
| Bester TV-Nachwuchsschauspieler | Millie Bobby Brown  | Stranger Things                    | K. J. Apa für Riverdale Max Charles für The Strain Alycia Debnam-Carey für Fear the Walking Dead Lorenzo James Henrie für Fear the Walking Dead Chandler Riggs für The Walking Dead                                               |

### Homevideo
| Kategorie                                                      | Preisträger | Film/Serie                    | Nominierungen |
| -------------------------------------------------------------- | ----------- | ----------------------------- | --- |
| Beste DVD- oder Blu-ray-Veröffentlichung                       |             | Tales of Halloween            | Dog Eat Dog The Girl The Lobster Die Poesie des Unendlichen The Wailing – Die Besessenen |
| Beste DVD- oder Blu-ray-Veröffentlichung einer Special-Edition |             | Das Böse: Remastered          | Batman v Superman: Dawn of Justice: Ultimate Edition Hügel der blutigen Augen: Limited Edition Der Gigant aus dem All: Signature Edition Mad Max: Fury Road: Black and Chrome Edition Mein Bruder Kain: Collector’s Edition |
| Beste Veröffentlichung eines Klassikers                        |             | Flucht in die Zukunft         | Der müde Tod Donovans Hirn Gog Gefahr aus dem Weltall The Ghost and Mr. Chicken Das Mädchen am Ende der Straße |
| Beste DVD- oder Blu-ray-Kollektion                             |             | Die Frankenstein-Filmreihe    | Die Buster-Keaton-Kurzfilme (1917–1923) Die Herschell-Gordon-Lewis-Sammlung Die Sammlung der Marx Brothers Die Pioniere des afroamerikanischen Kinos Die Wolfsmensch-Sammlung                                               |
| Beste DVD- oder Blu-ray-Veröffentlichung einer Fernsehserie    |             | Hannibal: Die komplette Serie | Banshee – Small Town. Big Secrets. (Staffel 4) Mr. Robot (Staffel 2) Salem’s Lot – Brennen muss Salem Die Enterprise: Die komplette Serie Versailles (Staffel 1)                                                            |